# Allan Langdon McDermott
Allan Langdon McDermott (* 30. März 1854 in South Boston, Massachusetts; † 26. Oktober 1908 in Jersey City, New Jersey) war ein US-amerikanischer Politiker. Zwischen 1900 und 1907 vertrat er den Bundesstaat New Jersey im US-Repräsentantenhaus.

## Werdegang
Allan McDermott besuchte die öffentlichen Schulen seiner Heimat. Nach einem anschließenden Jurastudium an der New York University und seiner 1877 erfolgten Zulassung als Rechtsanwalt begann er in Jersey City in diesem Beruf zu arbeiten. Zwischen 1879 und 1883 war McDermott juristischer Vertreter dieser Stadt. Gleichzeitig schlug er als Mitglied der Demokratischen Partei eine politische Laufbahn ein. In den Jahren 1880 und 1881 saß er als Abgeordneter in der New Jersey General Assembly. Von 1883 bis 1886 war er als Bezirksrichter tätig. Zur gleichen Zeit gehörte er dem Steuerausschuss von Jersey City an. Außerdem war er von 1884 bis 1886 Mitglied der staatlichen Steuerkommission. Von 1885 bis 1895 war McDermott Parteivorsitzender der Demokraten in New Jersey. 1894 war er Mitglied einer Kommission zur Überarbeitung der Staatsverfassung. In den Jahren 1895 und 1902 war er als demokratischer Kandidat für den US-Senat im Gespräch.
Nach dem Tod des Abgeordneten William Davis Daly wurde McDermott bei der fälligen Nachwahl für den siebten Sitz von New Jersey als dessen Nachfolger in das US-Repräsentantenhaus in Washington, D.C. gewählt, wo er am 3. Dezember 1900 sein neues Mandat antrat. Nach drei Wiederwahlen konnte er bis zum 3. März 1907 im Kongress verbleiben. Seit 1903 vertrat er dort den damals neugeschaffenen zehnten Distrikt seines Staates. Im Jahr 1906 verzichtete Allan McDermott auf eine weitere Kandidatur. Er starb am 26. Oktober 1908 in Jersey City.